# Szybciej koteczku! Zabij! Zabij!
Szybciej koteczku! Zabij! Zabij! (ang. Faster, Pussycat! Kill! Kill!) – amerykański film akcji z 1965 roku, zaliczany do nurtu kina eksploatacji.
Film opowiada o grupie dziewcząt na co dzień pracujących jako tancerki w klubie go-go. W chwilach wolnych od pracy dziewczyny ścigają się samochodami i biorą udział w bójkach.

## Obsada
- Sue Bernard – Linda
- Lori Williams – Bilie
- Haji – Rosie
- Tura Satana – Varla
- Stuart Lancaster – stary człowiek
- John Furlong – Narrator (głos)
- Michael Finn – Obsługujący stację benzynową
- Ray Barlow – Tommy
- Dennis Busch – The Vegetable
- Paul Trinka – Kirk